# Gaston-Laurent Cœurdoux
Gaston-Laurent Cœurdoux, né le 18 décembre 1691 à Bourges (France) et décédé le 15 juin 1779 à Pondichéry, (Inde française) est un prêtre jésuite et indianiste français, missionnaire dans le sud de l'Inde.

## Biographie

### Années de formation
Cœurdoux, entré au noviciat des Jésuites en 1715, fut ordonné prêtre en 1725 et fit sa profession religieuse finale, comme jésuite, en 1731, à Orléans. Peu après, il partit pour l'Inde, et plus particulièrement la mission du Madurai (l'actuel Tamil Nadu, dans le sud de l'Inde) où il arriva en 1732.

### Missionnaire et supérieur religieux
Cœurdoux étudia d'abord la langue télougou, une importante langue du groupe dravidien, pour travailler dans la région de l'actuel Andhra Pradesh en particulier à Krishnapuram, Bukkapuram, Darmavaram et Madigubba (1736 à 1737). Pour des raisons de santé il dut revenir - et rester - à Pondichéry en 1737.
Il fut supérieur de la mission de Karnataka de 1744 à 1751 tout en s'occupant des 4 000 catholiques tamouls de Pondichéry. Comme supérieur il dut faire respecter, à contre-cœur, l'instruction très restrictive du pape Benoit XIV (12 septembre 1744) sur les « rites malabars». Convaincu de l'importance de la vie contemplative, il réunit quelques jeunes filles tamoules et fonda avec elles un couvent de carmélites en 1748.

### Indianiste
Cœurdoux est surtout connu aujourd'hui comme indianiste. Doué pour les langues, il composa un dictionnaire télougou-français-sanscrit, qui fait encore autorité. Disciple du philologue jésuite Jean Calmette, qu'il connut personnellement en Inde, il s'intéressa en particulier à la linguistique comparée : Max Müller dira de lui qu'il est le père de la philologie comparée. Il est en contact avec les Indianistes de France, Abraham Hyacinthe Anquetil-Duperron, Joseph Nicolas de l'Isle, et dans un Mémoire envoyé en 1767 à l'Académie des inscriptions et belles-lettres il mit en lumière les affinités existant entre le sanscrit, le latin, le grec et même l'allemand et le russe. Dans le Mémoire, Cœurdoux compare « la langue Samskroutane » au grec et au latin et soulève des liens étymologiques, phonétiques et grammaticaux ; une ressemblance qu'il attribue « au commerce, aux sciences, au voisinage des pays, à la religion, à la domination, à une commune origine, ou à plusieurs de ces causes réunies. »
De nombreux chercheurs attribuent à tort la paternité de l'hypothèse d'une origine commune à une lettre délivrée à la Société asiatique de Calcutta par William Jones en 1786. Cependant, en 1885, le linguiste Michel Bréal rend hommage aux découvertes de Cœurdoux dans sa traduction de Franz Bopp.
Ses observations furent compilées et publiées plus tard par d'autres en Europe ; il n'est jamais rentré dans son pays natal. Anquetil-Duperron en avait fait publier tout un chapitre au lendemain de la Révolution française. Jean-Antoine Dubois les utilisa également, les faisant passer à la Compagnie anglaise des Indes orientales à Madras « comme étant son propre ouvrage... » (1808). Ce n'est que récemment que la vérité historique fut rétablie, grâce aux œuvres de Godfrey et Sylvia Murr (voir bibliographie), en particulier sur la paternité de la découverte du lien entre le sanscrit et les langues anciennes européennes.

## Œuvres
- Mœurs et coutumes des Indiens, édité par N. J. Desvaulx, 1777